# Жаклин Вагенщайн
Вижте пояснителната страница за други личности с името Вагенщайн.
Жаклин Вагенщайн е българска издателка. Тя е дъщеря на кинокритика, сценарист и издател Раймонд Вагенщайн и на преводачката и издателка Силвия Вагенщайн. Внучка е на сценариста, режисьор и писател Анжел Вагенщайн и правнучка на литературния критик, поет, есеист и преводач Николай Дончев.

## Биография
Родена е през 1981 г. в София. Завършва английска гимназия. Следва културно посредничество и комуникации, филология и европеистика в Париж и завършва с две бакалавърски и една магистърска степен. През 2005 г. участва в организацията на Фестивал на изкуствата в Нормандия, посветен на България. След като завършва докторантура по европеистика в Париж, Жаклин Вагенщайн се връща в България, за да продължи работата си в семейното издателство „Колибри“. Тя разширява дейността му в различни области на изкуствата и основава компанията за продуциране и дистрибуция на филми „Синелибри“.
Жаклин е инициатор и организатор на международния кинофестивал за адаптации на литературни произведения „Синелибри“, създаден през 2015 година.
През 2012 г. е включена в Списъка на 100-те най-влиятелни жени в България на вестник „Капитал“.